# Simpsonichthys nielseni
Simpsonichthys nielseni är en fiskart som beskrevs av Costa 2005. Simpsonichthys nielseni ingår i släktet Simpsonichthys och familjen Rivulidae. Inga underarter finns listade i Catalogue of Life.